# 莱茵哈德行动
莱茵哈德行动（德語：Aktion Reinhard或Einsatz Reinhard）是纳粹德国波兰总督府屠杀波兰犹太人计划的代号。这个行动是整个犹太人大屠杀中最为致命的阶段，即使用灭绝营。最后，几乎多达200万的犹太人被送入贝乌热茨、索比布尔、特雷布林卡。